# Dien van Straalen
Dien van Straalen (Zoetermeer, 1947 — Haia, julho de 2010) é uma figurinista holandesa. Foi indicada ao Oscar de melhor figurino na edição de 2004 pelo trabalho na obra Girl with a Pearl Earring.

## Prêmios e indicações
- Indicada: Oscar de melhor figurino - Girl with a Pearl Earring (2003)